# Copestylum anastasia
Copestylum anastasia är en tvåvingeart som först beskrevs av Hull 1946.  Copestylum anastasia ingår i släktet Copestylum och familjen blomflugor. Inga underarter finns listade i Catalogue of Life.